# Pristimantis guaiquinimensis
Espèce
Synonymes
- Eleutherodactylus guaiquinimensis Schlüter & Rödder, 2007 "2006"
- Eleutherodactylus tepuiensis Schlüter & Rödder, 2007 "2006"
- Pristimantis tepuiensis (Schlüter & Rödder, 2007)

Pristimantis guaiquinimensis est une espèce d'amphibiens de la famille des Craugastoridae.

## Répartition
Cette espèce est endémique du cerro Guaiquinima dans l'État de Bolívar au Venezuela. Elle se rencontre à environ 980 m d'altitude.

## Étymologie
Son nom d'espèce, composé de guaiquinim[a] et du suffixe latin -ensis, « qui vit dans, qui habite », lui a été donné en référence au lieu de sa découverte.

## Publication originale
- Schlüter & Rödder, 2007 "2006" : Three new frogs of the genus Eleutherodactylus (Amphibia, Leptodactylidae) from Guaiquinima Table Mountain, Bolivar, Venezuela. Herpetotropicos, vol. 3, no 2, p. 88-99.